# Hitonari Tsuji
Hitonari Tsuji (Tokio, 1959) es un poeta, narrador, director de cine, compositor y cantante japonés. En ocasiones trabajó bajo el pseudónimo Jinsei Tsuji. Debutó como escritor en 1989. Entre sus películas destacan Hotoke (2001) y Filament (2001).